# 特拉維夫中央站
特拉維夫中央站（羅馬化：Tel Aviv Savidor Merkaz）是以色列特拉維夫的一座鐵路車站。該車站是以色列主要的鐵路交通樞紐之一，位於特拉維夫東部，以以色列政客梅纳赫姆·萨维都命名。這座車站在1954年11月開業，以色列大部分鐵路路線均停靠這一車站。2014年12月時，特拉維夫中央站是以色列最忙碌的車站。

## 外部連結
- Tel Aviv Savidor Central at the Israel Railways website （页面存档备份，存于）
- Transport Today and Tomorrow （页面存档备份，存于）